# Srednjak (Jasztrebarszka)
 Srednjak  falu Horvátországban Zágráb megyében. Közigazgatásilag Jasztrebarszkához tartozik.

## Fekvése
Zágrábtól 33 km-re délnyugatra, községközpontjától 6 km-re északnyugatra fekszik. 

## Története
A falunak 1857-ben 84, 1910-ben 113 lakosa volt. Trianon előtt Zágráb vármegye Jaskai járásához tartozott. 2001-ben 67 lakosa volt. 

## Lakosság
| Lakosság változása | Lakosság változása | Lakosság változása | Lakosság változása | Lakosság változása | Lakosság változása | Lakosság változása | Lakosság változása | Lakosság változása | Lakosság változása | Lakosság változása | Lakosság változása | Lakosság változása | Lakosság változása | Lakosság változása |
| ------------------ | ------------------ | ------------------ | ------------------ | ------------------ | ------------------ | ------------------ | ------------------ | ------------------ | ------------------ | ------------------ | ------------------ | ------------------ | ------------------ | ------------------ |
| 1857               | 1869               | 1880               | 1890               | 1900               | 1910               | 1921               | 1931               | 1948               | 1953               | 1961               | 1971               | 1981               | 1991               | 2001               |
| 84                 | 102                | 101                | 105                | 106                | 113                | 95                 | 87                 | 79                 | 93                 | 94                 | 85                 | 79                 | 68                 | 67                 |

## Külső hivatkozások
Jasztrebaszka város hivatalos oldala